# Phaseolus coccineus
Phaseolus coccineus, conocido como ayocote o ayecote (nahuatlismo de ayecohtli), judía escarlata, o poroto pallar, es una planta herbácea, anual, cultivada y originaria de México. Las variedades con flores rojas se cultivan como ornamentales. Muy próxima a P. vulgaris, se distingue de ésta por el largo mayor de los racimos, los estigmas introrsos y los cotiledones hipógeos. Además, contiene 1,2% de una lectina tóxica, la fitohemaglutinina, por lo que debe ser muy bien cocido antes de consumirlo. Su raíz es conocida como cimate (nahuatlismo de címatl) y es empleada como condimento en la cocina mexicana. La palabra ayocote procede del náhuatl “ayecotli” que quiere decir frijoles gordos.

## Descripción
Planta herbácea perenne y trepadora, puede alcanzar los 5 metros de alto. Tallo. No muy delgado, piloso o casi sin pelos; estípulas lanceolado-oblongas, pequeñas, ciliadas. Hojas. Con pecíolos de 5 a 10 cm de largo, algo pilosos, folíolos ovado o elíptico ovados, a veces casi orbiculares, de 6 a 10 cm de largo por 5 a 6 cm de ancho, ápice agudo o largamente acuminado, borde entero, base anchamente cuneada o redondeada, delgados, haz piloso y áspero, envés densamente piloso o a veces liso.
Flores de 1 a 2 cm de largo, brácteas lineares o lanceolado-ovadas, grandes y conspicuas, de 10 a 12 mm de largo por 3 a 4 mm de ancho, persistentes, pedicelos de 2 a 3 cm de largo, delgados, lisos o densamente pilosos, bractéolas ovales o suborbiculares, con frecuencia tan largas y anchas como el cáliz, verdes, obtusas, sin pelos o muy pubescentes; cáliz anchamente campanulado, de 4 mm de largo, sin pelos o con pelos rectos, de base redondeada, dientes inferiores muy cortos y anchos; corola de color rojo brillante, escarlata o naranja, a veces morado-rojizo o blanca, de 1 a 2 cm de largo. El fruto es una legumbre en forma de hoz, fuertemente comprimida, ápice agudo y rostrado, base atenuada, cubierta por pelos largos y rectos o sin pelos.

## Distribución
Es una planta herbácea, anual, cultivada y originaria de las tierras altas tropicales y húmedas de México. En México, se ha registrado en Chiapas, Chihuahua, Coahuila, Colima, Distrito Federal, Durango, Guanajuato, Guerrero, Hidalgo, Jalisco, Estado de México, Michoacán, Morelos, Nayarit, Nuevo León, Oaxaca, Puebla, Querétaro, San Luís Potosí, Sinaloa, Tamaulipas, Tlaxcala, Veracruz, Zacatecas (Villaseñor y Espinosa, 1998). Ampliamente distribuido en el Valle de México, entre 2300 y 3000 m de altitud, en sitios con pastizal, matorral o bosque de pino y encino. Fuera de la región de estudio se conoce de Chihuahua a Guatemala y probablemente de Costa Rica.
Después de la Conquista, P. coccineus se introdujo a Europa, donde se enriqueció y diversificó en sus formas culinarias. Actualmente, diferentes variedades de esta especie se cultivan en Norte y Sur América, Europa, Asia y África. Además, los colores brillantes de sus flores rojas, blancas y rosadas han hecho que se utilice también como planta ornamental en Estados Unidos de América y Europa.

## Hábitat
Es una especie de altura, así lo muestran algunos estudios donde las colecciones se ubicaron en altitudes entre los 1 400 y 2 600 metros sobre el nivel del mar, sin embargo en latitudes más australes (como en Chile) existen variedades cuyo cultivo igualmente se realiza en zonas mucho más bajas. Los climas templado subhúmedo y templado húmedo, albergan 62% de los sitios de colecta, seguidos por los semicálidos subhúmedos y semicálidos húmedos, con 15% del total.

## Cultivo

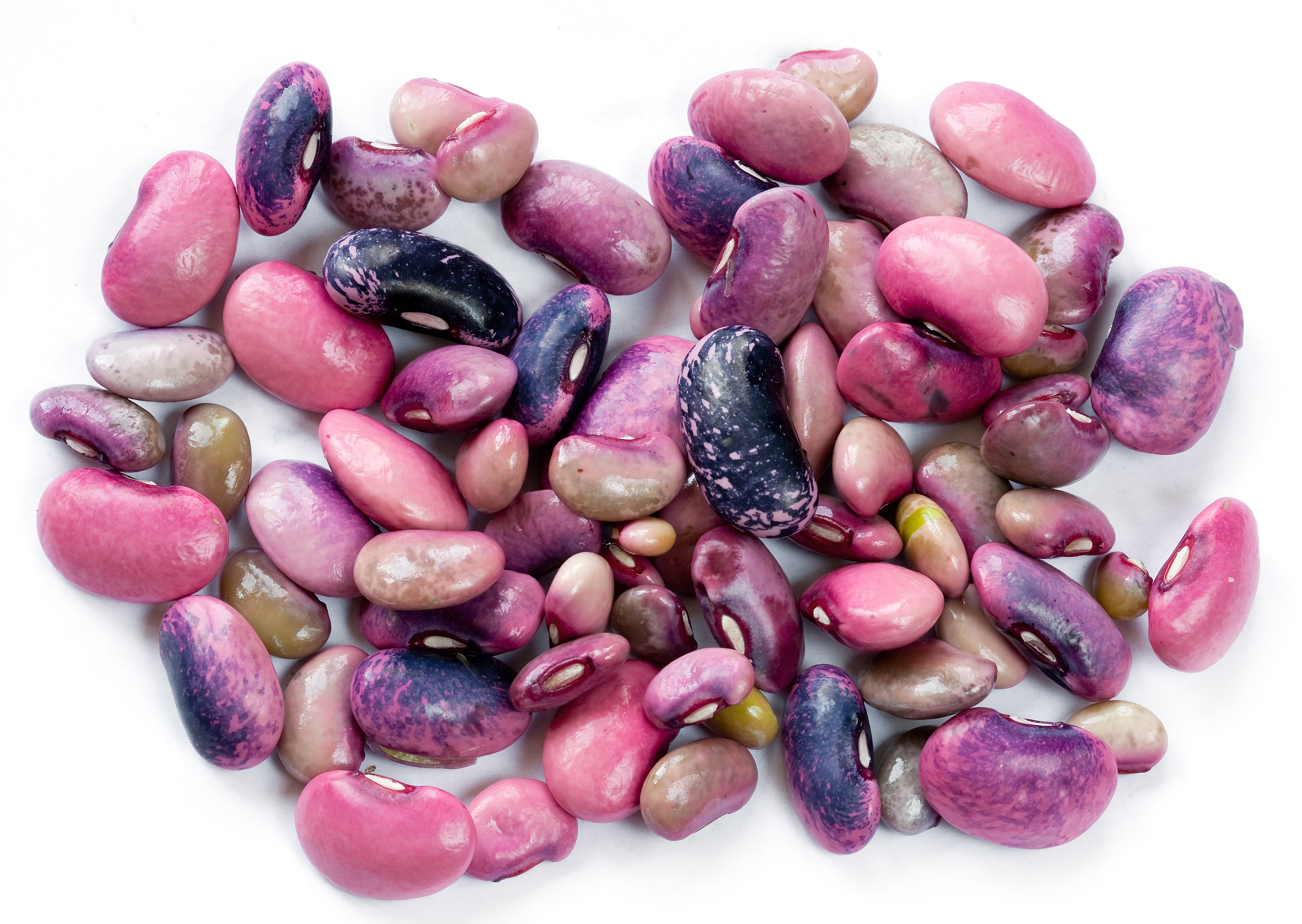
Frijol ayocote.

El ayocote se cultiva en forma anual, pero en su hábitat natural crece en forma perenne en regiones húmedas en altitudes de más de 1 800 m s. n. m. Como anual, se siembra de temporal en asociación con maíz y calabaza. Las variedades que se siembran asociadas con maíz en climas templados subhúmedos o semiáridos, pueden ser de guías cortas y de ciclo intermedio; en sitios de clima semitropical y húmedo, se cultivan variedades trepadoras que maduran mucho después que el maíz. En algunos casos se maneja como cultivo perenne; se siembra el primer año asociado con maíz y el segundo se maneja como monocultivo, o de nuevo asociado con maíz o con árboles frutales.
Su ubicación ideal es un lugar con un pH de 6 a 7.5, con mínimo 6 horas de sol y una temperatura entre 15 y 25 °C. Bajo esas condiciones la germinación dura de 7 a 10 días y de ahí en adelante crecerá muy rápidamente la planta. El frijol ayocote es bastante resistente a plagas y enfermedades pero combinarlo con otras plantas benéficas para su crecimiento como la calabaza, el maíz, tomate, rábano, espinaca o lechuga ayuda a mantenerlo sano. No es recomendable plantarlo junto con otros tipos de frijol, guisantes, pimiento o plantas del género Allium. Después de 90 días aproximadamente, se podrá cosechar. Se puede cosechar la vaina verde y tierna antes de que las semillas se expandan o el puro frijol ya secado en su vaina. 

## Estado de conservación.
El frijol ayocote es una especie marginada que no se considera en las estadísticas oficiales. La variabilidad genética de los diferentes tipos y especies de Phaseolus se ha estado perdiendo por causa de diversos factores, entre los que podríamos mencionar la modernización de la agricultura, que tiende al monocultivo de variedades mejoradas que satisfacen la demanda específica del consumidor por productos uniformes; los cambios de uso del suelo agrícola y el abandono de tierras. Por otra parte se ha encontrado que la diversidad morfológica del frijol ayocote del estado de México se asocia estrechamente con las formas de intercambio de semillas en los mercados regionales y de utilización en los sistemas de asociación maíz–frijol. Es importante entonces darle la atención que se merece. La conservación in situ que los agricultores han realizado en sus parcelas durante años, ha hecho que sean los responsables de mantener viva la gran variabilidad genética de esta especie.  No es una especie que se encuentre bajo alguna categoría de protección de las SEMARNAT de acuerdo a la norma 059 en México.

## Subespecies
Phaseolus coccineus presenta las siguientes subespecies:
- Phaseolus coccineus coccineus L.
- Phaseolus coccineus formosus (Kunth) Maréchal & al.
- Phaseolus coccineus obvallatus (Schltdl.) Maréchal & al.
- Phaseolus coccineus polyanthus (Greenm.) Maréchal & al.